# کامیلو سستو
کامیلو سستو (اسپانیایی: Camilo Sesto‎؛ ‏ زاده ۱۶ سپتامبر ۱۹۴۶ – درگذشته ۸ سپتامبر ۲۰۱۹) موسیقی‌دان اهل اسپانیا بود. وی بین سال‌های ۱۹۶۴ تا ۲۰۱۹ میلادی فعالیت می‌کرد.
از فیلم‌هایی که وی در آن‌ها نقش داشته‌است، می‌توان به ساحل عشق و دیسکوی عشق اشاره نمود.